# Hans Hirschel
Hans Hirschel (ur. 25 listopada 1900 w Gleiwitz, zm. 1975) – niemieckojęzyczny pisarz pochodzenia żydowskiego.

## Życiorys
Redaktor awangardowego niemieckiego pisma literackiego Das Dreieck, założonego w 1925.  W czasie II wojny światowej w latach 1942–1945 ukrywał się w mieszkaniu Marii von Maltzan w Wilmersdorf w specjalnej kryjówce wewnątrz kanapy stojącej w salonie. Nawiercone otwory dostarczały powietrze, a podawana szklanka wody każdego dnia z małą ilością kodeiny tłumiła kaszel. Był to czas, kiedy Berlin miał być ostatecznie oczyszczony z Żydów. 
Ponieważ upozorował własne samobójstwo, został zarejestrowany jako zmarły. Ukrywając się tworzył więcej niż wcześniej: pisał artykuły, recenzje książek i słuchowiska radiowe. Podczas rewizji, gdy gestapowcy weszli do mieszkania, Hans Hirschel ukrył się w kanapie. Maria usiadła na kanapie, tak aby nie można było jej otworzyć. Oficer SS zapytał się: Skąd wiemy, że nikt tam się nie ukrywa? Maria odpowiedziała: Jeżeli jesteś pewien, że ktoś tam jest, to strzelaj. Ale zanim to zrobisz, chcę pisemną gwarancję, że zapłacisz za nowy materiał i robociznę, aby kanapa odzyskała swój wygląd po tym, jak zrobisz w niej dziury. Oficer SS nic nie zrobił i wyszedł. Hans był biały jak kreda i mokry od potu.
W związku Hansa z Marią urodziło się dziecko, które zostało umieszczone w inkubatorze w szpitalu, który został zbombardowany. Brak energii elektrycznej zatrzymał działanie inkubatora i dziecko zmarło. W 1947 Hans ożenił się z Marią, ale rozstali się po dwóch latach. Zostali dobrymi przyjaciółmi. Ożenił się z nią ponownie w 1972. Zmarł w 1975.